# 第25回日本経済新春杯
第25回日本経済新春杯（だい25かいにほんけいざいしんしゅんはい）は、1978年1月22日に京都競馬場で施行された競馬の競走である。
テンポイントの海外遠征の壮行レースとして注目を集め、またエリモジョージが参戦したことで2頭の天皇賞馬の出走となったが、競走中にテンポイントの故障が発生し、後に死亡した。
このレース名は、各文献に於いて「日経新春杯」と称されているが、当時は「日本経済新春杯」が正式な競走名であった（現行の「日経新春杯」へと改称したのは翌1979年実施の第26回より）。従って、この競走を「第25回日経新春杯」と称すのは間違いである。
なお、当日のこの競走は第9競走で、発走開始時刻は14時55分であった（競馬ブック1978年1月22日関西版）。

## レース施行時の状況
前年1977年の第22回有馬記念でトウショウボーイを下して満票で年度代表馬に選ばれたテンポイントの海外遠征に向けた壮行レースとして注目を集めた。
出走頭数は9頭と少頭数ながらも、天皇賞・春優勝馬エリモジョージ、前年の覇者ホースメンホープ、上がり馬タニノチェスターを始めとした粒ぞろいのメンバー（後に重賞勝ちを果たす馬を含めれば、9頭中7頭が重賞を制している）の中にあって、ハンデ66.5キロという、当時でも極めて過酷な負担重量での出走でもあった。
当日の天候は雪、馬場状態は良。

## 出走馬と枠順
| 枠番 | 馬番 | 競走馬名         | 性齢 | 負担重量 | 騎手       | 調教師     | 人気 |
| ---- | ---- | ---------------- | ---- | -------- | ---------- | ---------- | ---- |
| 1    | 1    | テンポイント     | 牡6  | 66.5     | 鹿戸明     | 小川佐助   | 1人  |
| 2    | 2    | エリモジョージ   | 牡7  | 60       | 池添兼雄   | 大久保正陽 | 4人  |
| 3    | 3    | ジンクエイト     | 牡5  | 52       | 清水英次   | 福島勝     | 5人  |
| 4    | 4    | タニノチェスター | 牡7  | 58       | 久保敏文   | 久保道雄   | 3人  |
| 5    | 5    | マチカネライコー | 牡6  | 51       | 柴田光陽   | 清田十一   | 9人  |
| 6    | 6    | ビクトリアシチー | 牡5  | 50.5     | 福永洋一   | 玉谷敬治   | 6人  |
| 7    | 7    | ヤマニンバリメラ | 牡8  | 52       | 池江泰郎   | 浅見国一   | 7人  |
| 8    | 8    | スリーファイヤー | 牝5  | 49       | 小谷内秀夫 | 布施正     | 8人  |
| 8    | 9    | ホースメンホープ | 牡6  | 57       | 小野幸治   | 小林稔     | 2人  |

※馬齢は旧表記。

## レース展開
注目のテンポイントは好スタートを切った。正面スタンド前ではテンポイント先頭、ビクトリアシチー、内にエリモジョージ、ホースメンホープが先行集団を形成。中団にジンクエイト、マチカネライコー、タニノチェスター。後方にヤマニンバリメラ、スリーファイヤーであった。
1〜2コーナーを回るとテンポイントとビクトリアシチーが馬体を合わせ、ビクトリアシチーが先頭を奪う。3番手にエリモジョージ。3コーナー坂では2番手テンポイント、3番手エリモジョージがビクトリアシチーを交わして2頭馬体を合わせて先頭争いをしていた。
しかし4コーナーでテンポイントが故障で競走中止。直線に入るとエリモジョージが先頭に立つが、外ジンクエイト、内ビクトリアシチーの争いとなり、エリモジョージは後退。ゴール板を先頭に駆け抜けたのはジンクエイト。

## 着順
| 着順 | 枠番 | 馬番 | 競走馬名         | タイム（着差） |
| ---- | ---- | ---- | ---------------- | -------------- |
| 1    | 3    | 3    | ジンクエイト     | 2.28.6         |
| 2    | 6    | 6    | ビクトリアシチー | 1 1/2馬身      |
| 3    | 4    | 4    | タニノチェスター | 3馬身          |
| 4    | 2    | 2    | エリモジョージ   | 1/2馬身        |
| 5    | 8    | 8    | スリーファイヤー | クビ           |
| 6    | 8    | 9    | ホースメンホープ | 2馬身          |
| 7    | 7    | 7    | ヤマニンバリメラ | 3馬身          |
| 8    | 5    | 5    | マチカネライコー | 1/2馬身        |
| 中止 | 1    | 1    | テンポイント     | 競走中止       |

## 備考
ジンクエイトを管理する福島勝調教師は、これが管理馬の重賞初勝利となった。

## テンポイントのその後
競走を中止したテンポイントは、予後不良による競走能力喪失と診断され、本来ならその場で安楽死の処置がとられる程の重傷であったが、競馬ファンから「テンポイントを殺さないでくれ!」という声が殺到し、厩舎へ戻り、テンポイントは闘病生活に入った。
1月23日には無事手術は成功した。ファンからは千羽鶴や人参が渡された。
しかし、テンポイントは蹄葉炎を発症、3月3日22時25分にテンポイントは危篤状態になり、そして3月5日8時40分に死亡、この世を去った。

## 参考映像
- VHSビデオ『不滅の名馬 テンポイント』ポニーキャニオン、1983年（同競走の映像があるが、テンポイントが故障した場面で競走映像は途切れている）